# 눕체산

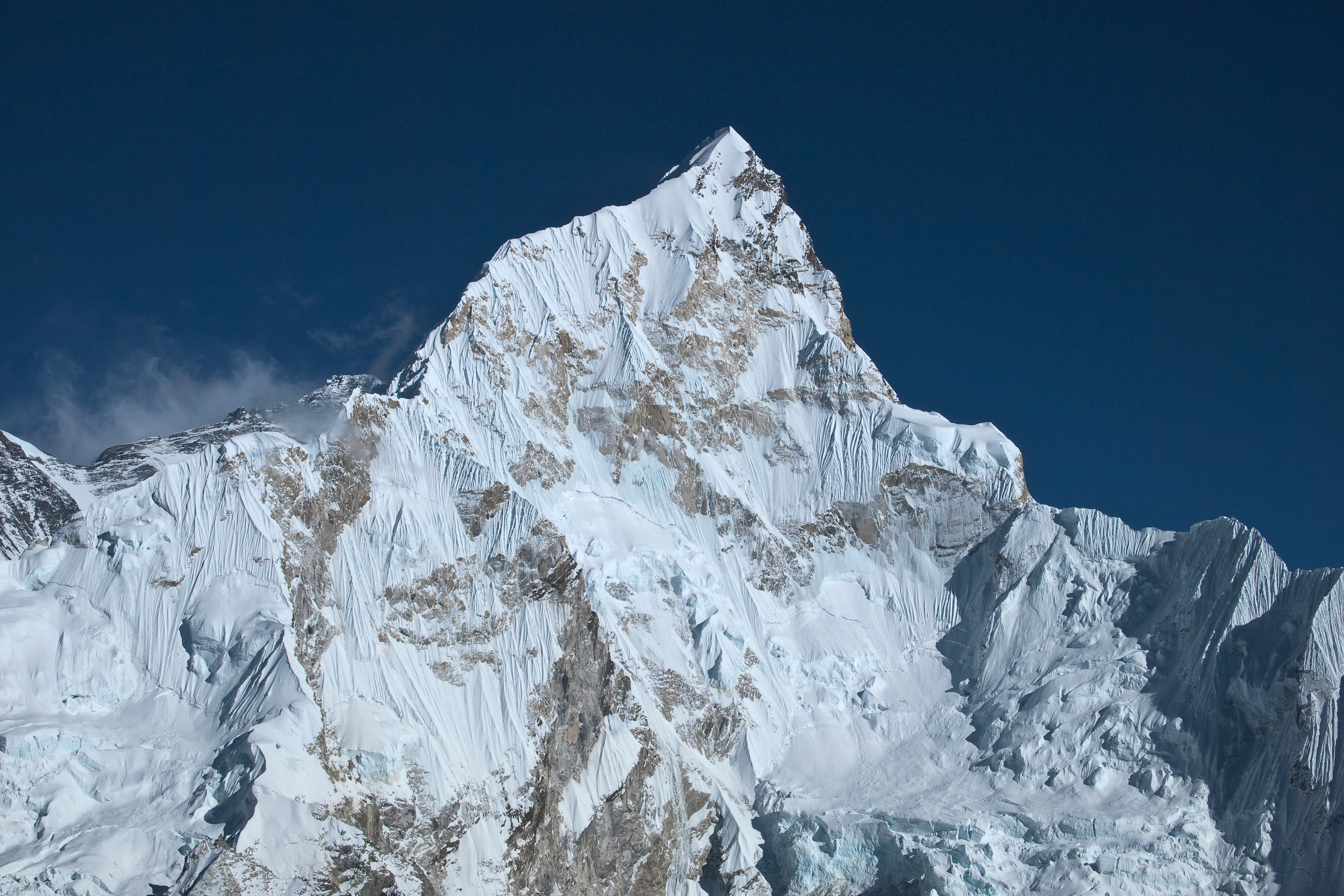

눕체산(Nuptse)은 네팔 히말라야산맥의 산이다. 에베레스트산에서 서/남서쪽으로 2킬로미터 떨어진 곳에 위치해 있다. 눕체산은 표준 티베트어로 "서쪽 봉오리"를 의미하는데 이는 로체산-눕체산 육괴의 서쪽 부분이기 때문이다. 이 산의 고도는 7,861미터이다.
1961년 5월 16일 데니스 데이비스와 셰르파 타시에 의해 첫 등반이 시작되었다.